# Browarky (rejon łubieński)
Browarky (ukr. Броварки) – wieś na Ukrainie, w obwodzie połtawskim, w rejonie łubieńskim, w hromadzie Łubny. W 2001 liczyła 82 mieszkańców.